# Schwarmstedt
Schwarmstedt é um município no Norte da Alemanha localizado no distrito de Heidekreis, estado da Baixa Saxônia entre Hamburgo e Hanôver É membro e sede do Samtgemeinde de Schwarmstedt.

## História
A diocese de Minden recebeu as terras da igreja de Schwarmstedt do Senhor Mirabilis em volta do ano 1150.
A construçāo da igreja fui substituada no ano 1510 pela construçāo da igreja Laurentius no estilo gotico ainda existente.
Provavelmente em torno do 13° seculo as terras mudaram ao Ducado de Brunsvique-Luneburgo
De grande importância pelo desenvolvimento da região fui a construçāo da estrada Celle - Ahlden e em 1890 a construção da ferrovia Hanôver - Soltau - Hamburgo

## Geografia
Schwarmstedt é no rio Leine perto na sua beira no rio Aller, no centro do valé de Aller-Leine.

## Transportes
A cidade esta na Rodovia Federal (Bundesstrasse) 214 entre Celle e Nienburg/Weser.
A autoestrada A7 Hanôver-Hamburgo tem uma saída Schwarmstedt e fica a 5 km.
Ela tem uma estação de trem da ferrovia "Heidebahn" Hanôver-Schwarmstedt-Walsrode-Soltau-Buchholz/Nordheide-Hamburgo.

## Empresas importantes
- GP Papenburg AG (construção de estradas e transportes)
- Möbel Berndt GmbH, (fábrica de moveis)
- Scorpions Musikproduktions- und Verlagsgesellschaft mb (produção do grupo de Rock Scorpions)
- SCHLECKER ANTON LOGISTIK SERVICE (Drogeria/Centro logístico do Grupo Schlecker) de Anton Schlecker

## Geminação de cidades
Schwarmstedt tem geminaçoes com as cidades seguintes:
- Kröpelin (Mecklemburgo-Pomerânia Ocidental)
- Miękinia (Polónia)

## ligações externas
- Site de Schwarmstedt
- GP Papenburg AG
- Schlecker AG
- Möbel Berndt